# 圣胡安联盟
圣胡安联盟設立在聖胡安省聖盧西亞市的一個足球體育俱樂部，球會成立在1905年，初期名稱為青年競技隊(Atletico Juventud)。球會在上世紀70年代開始改為現名。

## 外部連結
- 官方網站
- La Página Lechuza（页面存档备份，存于）